# Pizza Hawaï

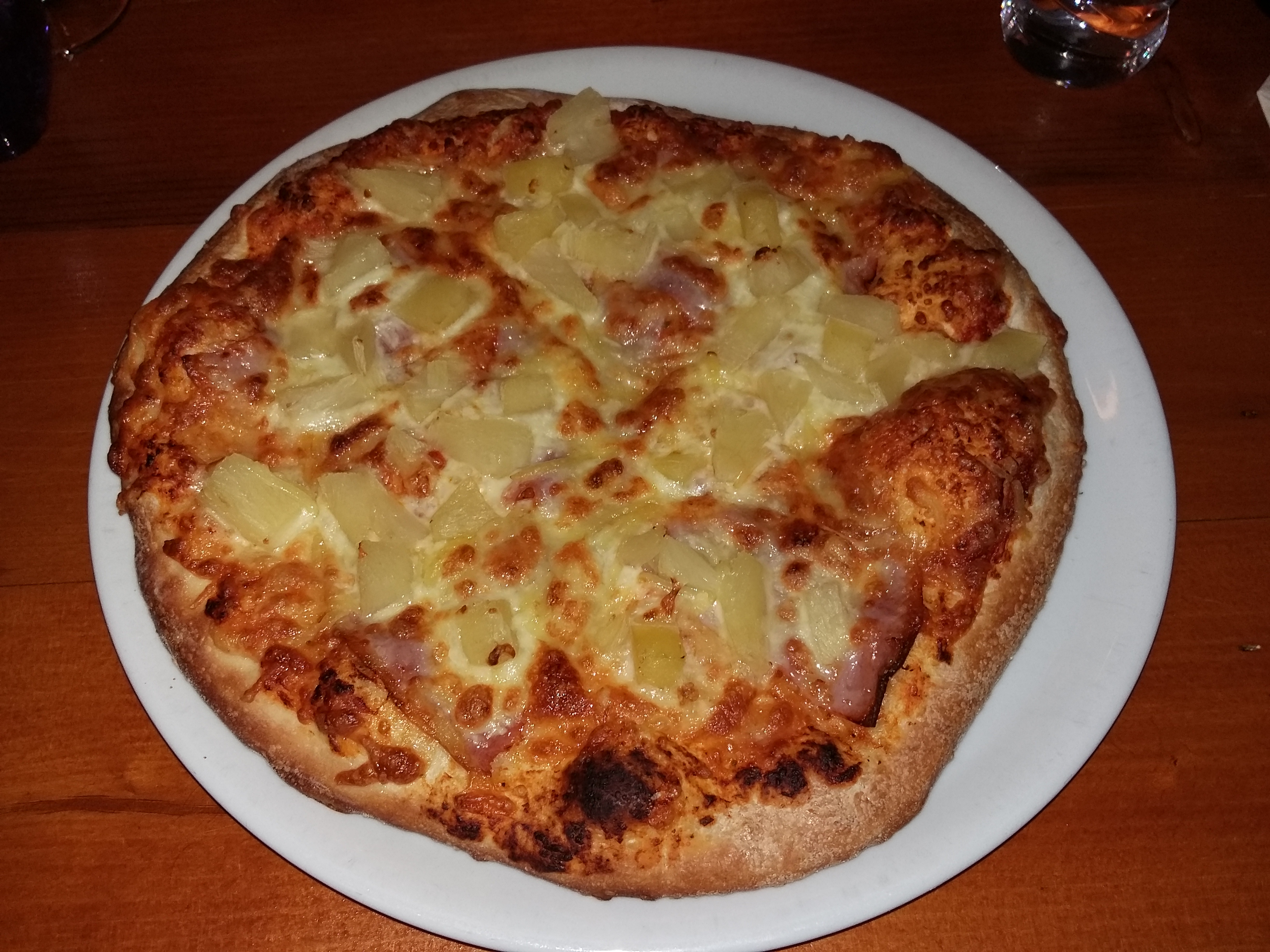
Pizza Hawaï

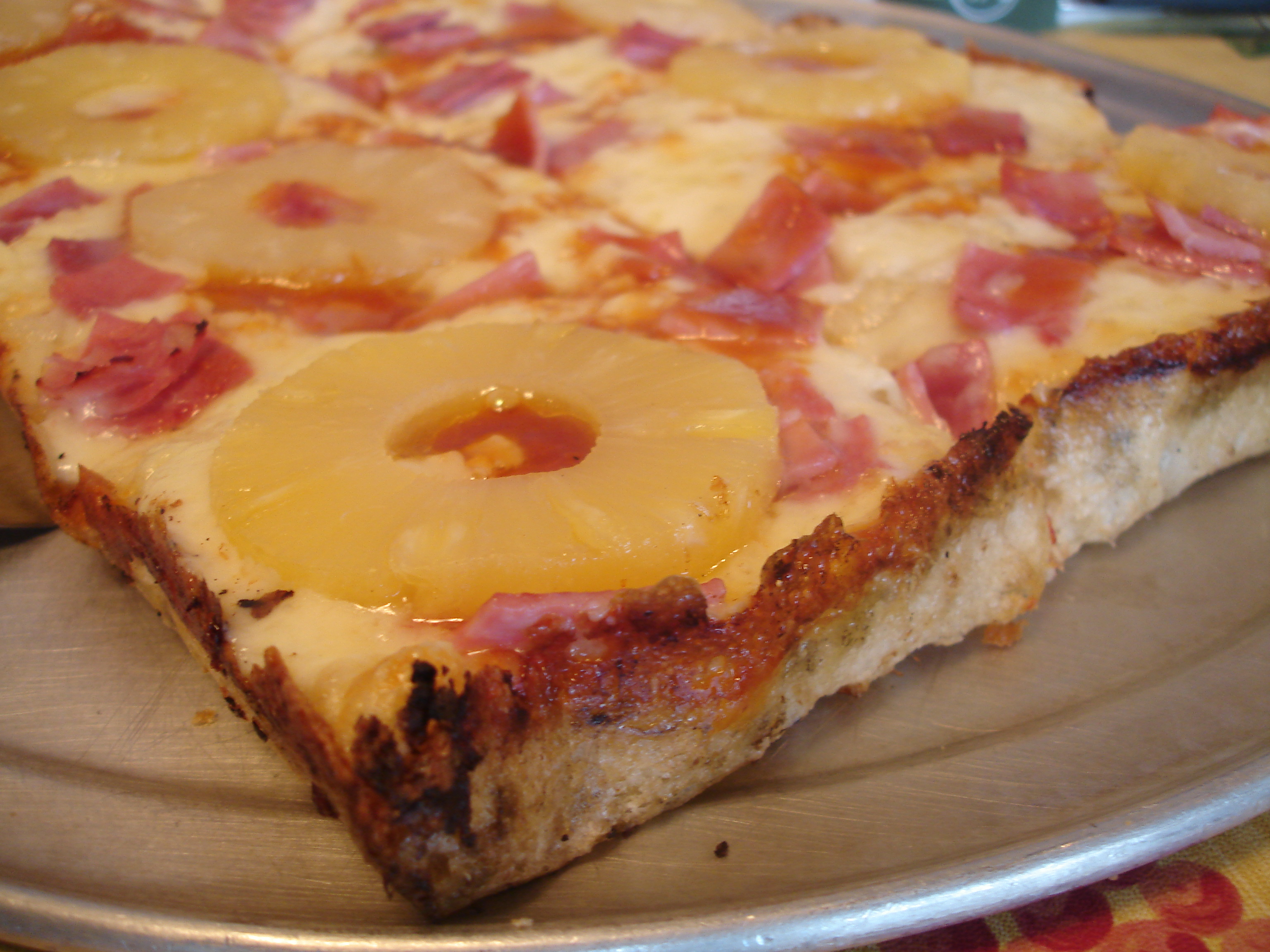
Een panpizza Hawaï

De pizza Hawaï of pizza Hawaii is een pizza met daarop (in ieder geval) tomatensaus, kaas, ham en ananas. Het is de ananas waaraan deze pizza haar naam dankt, naar Hawaï, de Amerikaanse staat waar veel ananas wordt gekweekt.
De pizza Hawaï werd in de jaren 60 bedacht door de naar Canada geëmigreerde Griek Sam Panopoulos (1934-2017), die met zijn twee broers een restaurant in Chatham (Ontario) exploiteerde. Mogelijk was hij hiertoe geïnspireerd door zijn ervaring met het bereiden van Chinese maaltijden waar zoete en zure smaken worden gecombineerd. Het experiment, met ananas uit blik op een pizza met ham, sloeg aan en de pizza werd wereldwijd een standaardonderdeel op het menu van pizzeria's.

## Trivia
De IJslandse president Guðni Thorlacius Jóhannesson veroorzaakte in februari 2017 een wereldwijde discussie in de sociale media onder liefhebbers en haters van de pizza Hawaï, toen hij tijdens een bezoek aan een middelbare school opmerkte dat hij faliekant tegen de combinatie van pizza met ananas was en die zou verbieden als hij er de macht toe had.